# 周漸
周漸（16世紀—1648年），字思杏，號進吾，湖廣永州府道州永明縣人，明朝政治及南明軍事人物。

## 生平
周漸是萬曆四十三年（1615年）乙卯科舉人，次年（1616年）會試中副榜，任蕭縣知縣，當時有大盜三十餘人越城劫掠富商，他得知後率領壯丁包圍富商宅第，親自督捕，賊人無一逃脫；調任山東新城經理軍務多所籌畫，再調為彭澤知縣，不久致仕回鄉。其後北京失陷，他拿出資產資助曹志建軍隊，曾合湯執中及易百朋在永曆二年（1648年）收復永明、江華、道州、寧遠、常寧，因病去世。

## 引用
1. 1 2  道光《永明縣志·卷十·人物志》：周漸，字思杏，號進吾，萬厯乙卯舉鄉薦，丙辰中副榜，知南直蕭縣，時有巨盜三十餘人越城屠刼大賈，漸聞率壯丁往捕，無一脫者。以才能調山東新城，經理軍務多籌畫功，再調彭澤令致仕歸，會北都告變，戎馬充郊，漸輸金助餉，罄其家資，不數月卒。
2. ↑  嘉慶《湖南通志·卷一百三十三·人物九》：周漸，字思杏，永明人，萬歷乙卯鄉舉，知蕭縣，巨盜三十餘人越城劫大賈，漸選壯丁圍賈宅，躬親擒捕，無一脫者；歷新城、彭澤解綬歸，未幾會國都告變，漸輸金助餉，盡竭家資，以疾卒。 舊志
3. ↑  錢海岳《南明史·卷六十七·列傳第四十三》：（永曆二年）（曹）志建與副總兵湯執中及周漸、易百朋復永明、江華、道州、寧遠、嘗寧……漸字思杏，永明人。萬曆四十三年舉於鄉，蕭縣知縣，盜二千【三十】人越城劫大賈，躬捕斬之，無一冤者。調新城、彭澤致仕，傾財佐志建軍。卒。